# 達尼埃萊·加斯塔德羅
達尼埃萊·加斯塔德洛（義大利語：Daniele Gastaldello；1983年6月25日—）是一位意大利足球運動員，在場上的位置是中後衛。他現在效力於意大利甲組聯賽球隊博洛尼亞足球俱樂部。